# Drop & Gimme 50
Drop & Gimme 50 è il primo singolo del rapper statunitense Mike Jones estratto dal secondo album The Voice. Prodotto da Mr. Collipark, vede la collaborazione di Hurricane Chris.
Mr. Collipark, Mike Jones e Hurricane Chris hanno anche scritto parzialmente il testo della canzone, fra i tanti. Sempre Mr. Collipark e inoltre i Dem Franchize Boyz fanno un'apparizione nel videoclip.

## Informazioni
Il singolo ha raggiunto la posizione n.44 nella Hot R&B/Hip-Hop Songs e la n.18 nella Hot Rap Tracks. Risultati migliori ottennero i successivi Cutty Buddy e Next to You, i quali riuscirono a entrare anche nella Hot 100.

## Classifica
| Chart (2008)                                          | Posizione massima |
| ----------------------------------------------------- | ----------------- |
| Stati Uniti d'America Billboard Hot R&B/Hip-Hop Songs | 44                |
| U.S.A. Billboard Hot Rap Tracks                       | 18                |